# Юлиус Шауб
Юлиус Шауб (на немски: Julius Schaub) е главен помощник и адютант на Адолф Хитлер до самоубийството на фюрера на 30 април 1945 г.

## Ранни години
Шауб е роден на 20 август 1898 г. в Мюнхен, до голяма степен католически град в южната част на Бавария. На 28 юни 1914 г. австрийският престолонаследник Франц Фердинанд и неговата съпруга са убити от група сръбски и босненски националисти. Това води до избухването на Първата световна война в Европа. На 17 януари 1917 г. Шауб е призован да работи като полеви лекар в германската армия. Според Траудл Юнге, лична секретарка на Хитлер, краката на Шауб са тежко наранени във войната, което го прави полуинвалид. До края на войната Шауб работи като служител в Централната служба за снабдяване в Мюнхен.

## НСДАП и СС
След поражението в Първата световна война Германия потъва в несъстоятелност, социална несправедливост, инфлация, бедност, престъпност и масова безработица. През тези депресивни години в Германия се появяват редица екстремистки политически и паравоенни организации, както в крайнолявото, така и крайнодясното.
В тази криза Шауб решава да постъпи в Националсоциалистическата германска работническа партия (НСДАП), известна по-късно като нацистката партия. Става член № 81. Политическата програма на партията е по същество отхвърляне на условията на Версайския договор, антисемитизъм и антикомунизъм, ръководена е от Адолф Хитлер и неговия мироглед.
След като влиза в нацистката партия, Шауб губи работата си в Централната служба за снабдяване в Мюнхен. Хитлер го наема като свой личен помощник., какъвто остава 25 години. Шауб се грижи за поверителните му документи и пътуванията, носи парите му, изпълнява задължения на секретар и сътрудник., което го прави забележителна фигура от вътрешния кръг на Хитлер.
През 1923 г. нацистите се чувстват достатъчно силни, за да се опитат да завземат властта в Мюнхен. Опитът им да овлядеют Мюнхен (известен като Бирения пуч) започва с шествие – маршируват из града, вдъхновени от успешния Поход към Рим на Бенито Мусолини. Хитлер и неговите паравоенни от Щурмабтайлунг (СА) не успяват да поемат контрола над Мюнхен. Шауб и други нацисти са арестувани и с Хитлер са пратени в затвора в Ландсберг ам Лех. След освобождаването на Хитлер от затвора в началото на 1925 г., официално се извършва реформиране на нацистката партия. Шауб става и съосновател на Шуцщафел (СС), документиран като член № 7.
Шауб продължава да бъде личен помощник и адютант на Хитлер. Сближава се с Хитлер, който става свидетел на втората сватба на Шауб.
Юнге заявява, че Шауб се смята за „удивително важен, значителен човек“ за нацистката кауза. Ръководителят на Луфтвафе Херман Гьоринг, който дава хумористични прякори на почти всички от вътрешния кръг на Хитлер, нарича Шауб „Маршал за пътуванията“, тъй като обикновено се грижи за пътуванията на Хитлер и често го придружава. При автомобилните пътувания Шауб е сред малкото, на които е разрешено да пътува редовно в личния автомобил на Хитлер.
Става главен помощник и адютант на Хитлер през октомври 1940 г. Повишен е в последното си звание на СС-обергрупенфюрер през 1943 г. Тъй като Хитлер не харесва смяната на персонала и обича да държи познати лица около себе си, Шауб остава в персонала на Хитлер 25 години.

## Заговор от 20.07.1944 г.
В разгара на Втората световна война, когато Германия претърпява голямо поражение на всички фронтове, полковник Клаус фон Щауфенберг и неговите съучастници решават да отстранят Хитлер и нацисткото ръководство, да създадат ново правителство и да спасят Германия от пълно унищожение. Щауфенберг получава такава възможност на съвещание в централата в Източна Прусия, известна като Вълчата бърлога, на 20 юли 1944 г. Успява да премине през охраната и да постави бомба в куфарче под масата на конференцията. Бомбата избухва, като убива 3 офицери и стенограф, който почива скоро след това. Шауб е в друга сграда по време на експлозията. Втурва се да намери Хитлер, оцелял само с леки наранявания, както и всички останали, които са защитени от взрива на бомбата от масивен крак на конферентната маса.
След края на събитието Хитлер прави значка, за да почете всички ранени или убити при експлозията – „Значка за ранените на 20 юли“. Присъствали на конференцията по-късно казват, че Шауб се опитал да излъже, че е бил ранен, за да получи значка.

## Фюрербункер (1945)
През януари 1945 г. Хитлер и неговият персонал се преместват във Фюрербункера в Берлин. След като най-накрая признава, че всичко е изгубено, той нарежда голяма част от личния му персонал да напусне Берлин в края на април 1945 г. Шауб е инструктиран да изгори всички лични вещи и документи на Хитлер в градината на канцеларията на Райха.
След това Шауб заминава за Мюнхен и прави същото в частния апартамент на Хитлер и след това в Бергхоф на Оберзалцберг. Последното му действие като помощник и адютант е да унищожи личния влак на Хитлер, „Führer Sonderzug“.

## Последни години
В края на войната Шауб е арестуван от американски войници на 8 май 1945 г. в Кицбюл, с фалшиви документи за самоличност на Йозеф Хубер. Остава в ареста до 17 февруари 1949 г. Шауб е класифициран от разследващите за денацификация само като „колега пътешественик“ и не е обвинен или свързан с военни престъпления.
Юлиус Шауб умира в родния си град Мюнхен на 27 декември 1967 г. Юнге описва Шауб в мемоарите си като „изключително мил, но и много любопитен“. Тя отбелязва още, че „за исторически цели не си заслужава да се говори много за него“.